# Efeito adverso
Denomina-se efeito adverso, ou reação adversa ao medicamento (RAM), como um efeito diferente e indesejado daquele considerado como principal por um fármaco. Ou, segundo definição da Anvisa: "É qualquer resposta a um medicamento que seja prejudicial, não intencional, e que ocorra nas doses normalmente utilizadas em seres humanos para profilaxia, diagnóstico e tratamento de doenças, ou para a modificação de uma função fisiológica."

## Interpretação
Ao se suspeitar de um efeito adverso (efeito colateral indesejado), alguns fatos devem ser considerados.
- Um efeito adverso de um medicamento é um fato prejudicial que acontece quando um medicamento está sendo usado, devido ao seu uso, e não por coincidência.
- Algumas situações são mais frequentes quando se usa uma medicação do que quando não se usa.
- Em uma determinada pessoa o fato prejudicial pode ser devido ao medicamento, a um outro fator qualquer, ou a uma combinação das duas coisas.
- A possibilidade de um efeito adverso não é a certeza de sua ocorrência.
- A ocorrência de um fato prejudicial não é a certeza de sua origem pelo uso da medicação.
- A decisão de usar, de não usar ou de suspender uma medicação tem fatores probabilísticos, ou seja, devem ser balanceadas as probabilidades de benefício ou malefício da medicação.